# The Experiment (película de 2010)
The Experiment es una película thriller de 2010 estadounidense dirigida por Paul Scheuring, y protagonizada por Adrien Brody, Forest Whitaker, y Maggie Grace, sobre un experimento que se asemeja al experimento de la cárcel de Stanford en el año 1971. La película es un remake de Das Experiment (2001), que fue dirigida por Oliver Hirschbiegel.
Cuando la película se estaba filmando, se adquirieron los derechos por Sony Pictures Worldwide Acquisitions Group, que se lanzó directamente a vídeo en Estados Unidos el 21 de septiembre de 2010, a través de Stage 6 Films.

## Trama
La historia se centra en Travis (Adrien Brody), un hombre pacífico e idealista quien después de perder su empleo de medio turno como enfermero en un asilo conoce a Bay (Maggie Grace) en una marcha. En poco tiempo inician una relación pero Bay le explica que llevará a cabo un viaje a la India que ha soñado y planeado hace mucho, pero invita a Travis a su aventura. Esto lo obliga a conseguir dinero de cualquier manera. Es entonces cuando decide inscribirse en un experimento donde se escogen 20 hombres para participar en un estudio psicológico conductual durante 14 días que será ambientado al estilo carcelario, cuyo premio por participar son 14,000 dólares.
Allí Travis conoce a Barris (Forest Whitaker), quien parece ser una persona calmada e introvertida pero que reprime un tremendo complejo de inferioridad y otras trabas emocionales nacidas de su carencia de éxito en la vida y la pésima relación que tiene con su madre. La entrevista inicial es llevada a cabo por el Dr. Archaleta (Fisher Stevens), director del experimento y un científico polémico por llevar a cabo experimentos poco éticos y peligrosos según se insinúa; finalmente se reparten los papeles en 8 guardias y 12 prisioneros, dejando a Barris del lado de los guardias y a Travis del lado de los prisioneros. La regla primordial del experimento es «no tener violencia física»; si alguien recibe daño físico, alguien abandona el estudio, el experimento o comete alguna falta, una baliza roja instalada en el salón principal se iluminara 30 minutos después de la infracción revelando que se han violado las reglas, se dará por terminado el experimento y nadie obtendrá su paga.
El experimento se lleva a cabo de un recinto cerrado que simula una penitenciaria compuesta por una sala común, celdas, aseos, oficinas de guardias, baños y un comedor. Básicamente los veinte participantes deben limitarse a convivir asumiendo sus roles, sin embargo a los guardias se les hace saber que deben hacer cumplir algunas reglas de las que no se informa a los reos:
- Los prisioneros deben comer tres comidas al día y obligatoriamente no dejar sobras.
- Treinta minutos de recreo todos los días.
- Los prisioneros no deben tocar a los guardias
- Los prisioneros deben permanecer dentro de las áreas designadas.
- Los guardias deben garantizar el cumplimiento de las reglas y en caso de transgresiones aplicar una sanción acorde a la falta antes de 30 minutos.
Los primeros días parecen de rutina y todavía no sienten sus "papeles de prisionero/guardia" al cien por ciento, el primer incidente sucede durante la cena del primer día cuando la comida (que es enviada del exterior) parece haber sido preparada intencionalmente para ser desagradable, por lo que algunos de los reos rechazan comerla, los guardias como sanción a la primera regla deciden que «un castigo acorde a la falta» es hacer que los responsables hagan flexiones. Al ver que la luz no se enciende comprenden que han desempeñado bien su papel y ganan confianza en su autoridad sobre el resto.
Sin embargo después de ciertos incidentes las cosas empiezan a cambiar, los guardias descubren que sin importar cuan crueles sean los castigos que impongan, la alarma no se activa; esto hace que Barris tome su papel muy en serio y debido a que no pueden usar violencia física recae en la tortura psicológica, en especial con Travis quien no duda en enfrentarlo o hacer notar las injusticias. Barris, quien por primera vez en su vida se ve a sí mismo como alguien con poder, se desliga totalmente de la responsabilidad moral de sus actos, argumentando que si la luz roja no se enciende es porque los de fuera no consideran que sus actos sean criminales y por lo tanto tiene libertad de comportarse así con los reos.
Después de varios días Travis y los demás reos se dan cuenta de que las cosas se están saliendo de control. Tras un incidente donde muere un prisionero todos piensan que el experimento terminará en ese instante, pero se dan cuenta de que la luz roja nunca se encendió y eso desata más violencia entre los hombres. Después de una pelea campal se da por terminado el experimento, pagando a todos el dinero correspondiente y dejándolos volver a su rutina. Durante el regreso Travis y algunos razonan sobre la naturaleza humana y si realmente están lejos o no de ser simples bestias, por esto Travis decide que es mejor que eso y denuncia a la prensa y las autoridades el inhumano y poco ético experimento al que fueron sometidos.
Mientras Travis, con el dinero obtenido, cumple su promesa de alcanzar a su novia en la India y Barris regresa a casa con un cheque de 14,000 dólares, pensativo sobre su comportamiento que siempre estuvo reprimido en él.

## Elenco
- Adrien Brody como Travis Cacksmackberg.[9]
- Forest Whitaker como Barris.[10]
- Maggie Grace como Bay
- Clifton Collins Jr. como Nix.[11]
- Cam Gigandet como Chase.[12]
- Fisher Stevens como Archaleta.
- Ethan Cohn como Benjy.[13]
- Travis Fimmel como Helweg.
- David Banner como Bosch.[14]